# Шлино
Шлино (рус. Озеро Шлино) моренско је језеро на северозападу европског дела Руске Федерације. Налази се на граници између Тверске и Новгородске области, односно између Фировског рејона на југу и Валдајског рејона на северу.
Језерска акваторија обухвата басен површине 34 км². Лежи на надморској висини од 199 метара. Има овалан облик и благо је издужено у смеру север-југ. Обала је доста разуђена и чести су бројни заливи и полуострва. У западном делу је повезано са језерцем Старожил преко уског канала.
Обале су доста високе и суве, а главнина насеља налази се уз северне, источно и делимично јужне обале. На језеру постоји неколико мањих острва укупне површине 0,4 км².
У језеро се улива неколико мањих водотока од којих су највеће Либја (на западу), те Кова и Рабежа (на југу). Највећа отока је река Шлина која из језера отиче у североисточном делу и преко које је језеро Шлино повезано са басеном реке Мсте, односно реке Неве.
Богато је рибом.